# Carlos Acevedo (calciatore 1996)
Carlos Acevedo López (Torreón, 19 aprile 1996) è un calciatore messicano, portiere del Santos Laguna e della nazionale messicana.

## Carriera
Cresciuto nel settore giovanile del Santos Laguna, ha esordito in prima squadra il 21 agosto 2016 disputando l'incontro di Liga MX perso 3-1 contro il Cruz Azul. Nella stagione 2020 è stato designato come portiere titolare della squadra.

## Statistiche
Statistiche aggiornate al 12 ottobre 2020.

### Presenze e reti nei club
| Stagione        | Squadra         | Campionato      | Campionato | Campionato | Coppe nazionali | Coppe nazionali | Coppe nazionali | Coppe continentali | Coppe continentali | Coppe continentali | Altre coppe | Altre coppe | Altre coppe | Totale | Totale | Totale |
| Stagione        | Squadra         | Comp            | Pres       | Reti       | Comp            | Pres            | Reti            | Comp               | Pres               | Reti               | Comp        | Pres        | Reti        | Pres   | Reti   |        |
| --------------- | --------------- | --------------- | ---------- | ---------- | --------------- | --------------- | --------------- | ------------------ | ------------------ | ------------------ | ----------- | ----------- | ----------- | ------ | ------ | ------ |
| 2016-2017       | Santos Laguna   | LMX             | 1          | -3         | CM              | 0               | 0               |                    | -                  | -                  |             | -           | -           | 1      | -3     |        |
| 2017-2018       | Santos Laguna   | LMX             | 2          | 0          | CM              | 13              | -10             |                    | -                  | -                  |             | -           | -           | 15     | -10    |        |
| 2018-2019       | Santos Laguna   | LMX             | 6          | -11        | CM              | 3               | -3              |                    | -                  | -                  |             | -           | -           | 9      | -14    |        |
| 2019-2020       | Santos Laguna   | LMX             | 3          | -4         | CM              | 7               | -6              | CCL                | 1                  | 0                  |             | -           | -           | 11     | -10    |        |
| 2020-2021       | Santos Laguna   | LMX             | 13         | -16        | -               | -               | -               |                    | -                  | -                  |             | -           | -           | 13     | -16    |        |
| Totale carriera | Totale carriera | Totale carriera | 25         | -34        |                 | 23              | -19             |                    | 1                  | 0                  |             | -           | -           | 49     | -53    |        |

### Cronologia presenze e reti in nazionale
| Cronologia completa delle presenze e delle reti in nazionale ― Messico | Cronologia completa delle presenze e delle reti in nazionale ― Messico | Cronologia completa delle presenze e delle reti in nazionale ― Messico | Cronologia completa delle presenze e delle reti in nazionale ― Messico | Cronologia completa delle presenze e delle reti in nazionale ― Messico | Cronologia completa delle presenze e delle reti in nazionale ― Messico | Cronologia completa delle presenze e delle reti in nazionale ― Messico | Cronologia completa delle presenze e delle reti in nazionale ― Messico |
| Data                                                                   | Città                                                                  | In casa                                                                | Risultato                                                              | Ospiti                                                                 | Competizione                                                           | Reti                                                                   | Note                                                                   |
| ---------------------------------------------------------------------- | ---------------------------------------------------------------------- | ---------------------------------------------------------------------- | ---------------------------------------------------------------------- | ---------------------------------------------------------------------- | ---------------------------------------------------------------------- | ---------------------------------------------------------------------- | ---------------------------------------------------------------------- |
| 8-12-2021                                                              | Austin                                                                 | Messico                                                                | 2 – 2                                                                  | Cile                                                                   | Amichevole                                                             | -2                                                                     |                                                                        |
| 27-4-2022                                                              | Orlando                                                                | Messico                                                                | 0 – 0                                                                  | Guatemala                                                              | Amichevole                                                             | -                                                                      |                                                                        |
| 11-6-2022                                                              | Torreón                                                                | Messico                                                                | 3 – 0                                                                  | Suriname                                                               | CONCACAF Nations League 2022-2023 - 1º turno                           | -                                                                      |                                                                        |
| 31-8-2022                                                              | Atlanta                                                                | Messico                                                                | 0 – 1                                                                  | Paraguay                                                               | Amichevole                                                             | -1                                                                     |                                                                        |
| 23-3-2023                                                              | Paramaribo                                                             | Suriname                                                               | 0 – 2                                                                  | Messico                                                                | CONCACAF Nations League 2022-2023 - 1º turno                           | -                                                                      |                                                                        |
| 19-4-2023                                                              | Glendale                                                               | Stati Uniti                                                            | 1 – 1                                                                  | Messico                                                                | Amichevole                                                             | -1                                                                     |                                                                        |
| Totale                                                                 |                                                                        | Presenze                                                               | 6                                                                      |                                                                        | Reti                                                                   | -4                                                                     |                                                                        |

## Palmarès

### Club

#### Competizioni nazionali
- Campionato messicano: 1

Santos Laguna: 2017-2018 (C)